# كأس العالم لكرة الماء للنساء 1997
كأس العالم لكرة الماء للنساء 1997 كان الموسم الحادي عشر من كأس فينا للنساء، وجرت المنافسات في نانسي فرنسا، ونظمت من قبل الاتحاد الدولي للسباحة (FINA).
وتوج منتخب هولندا بكأس البطولة. فيما حل منتخب روسيا في المركز الثاني، ومنتخب أستراليا في المركز الثالث.